# Kanton Montdidier
Kanton Montdidier (fr. Canton de Montdidier) byl francouzský kanton v departementu Somme v regionu Pikardie. Skládal se ze 34 obcí. Zrušen byl po reformě kantonů 2014.

## Obce kantonu
- Andechy
- Assainvillers
- Ayencourt
- Becquigny
- Bouillancourt-la-Bataille
- Boussicourt
- Bus-la-Mésière
- Cantigny
- Le Cardonnois
- Courtemanche
- Davenescourt
- Erches
- Ételfay
- Faverolles
- Fescamps
- Fignières
- Fontaine-sous-Montdidier
- Gratibus
- Grivillers
- Guerbigny
- Hargicourt
- Laboissière-en-Santerre
- Lignières
- Malpart
- Marestmontiers
- Marquivillers
- Mesnil-Saint-Georges
- Montdidier
- Piennes-Onvillers
- Remaugies
- Rollot
- Rubescourt
- Villers-Tournelle
- Warsy